# Győri Egyetértés Torna Osztály Football Club (femminile)
Il Győri Egyetértés Torna Osztály Football Club, abbreviato in Győri ETO FC e citato più semplicemente come Győri ETO o Győri, è una squadra di calcio femminile ungherese, sezione dell'omonima società con sede nella città di Győr, capoluogo della contea di Győr-Moson-Sopron e della regione ungherese del Transdanubio Occidentale.

## Storia
La squadra è stata fondata ufficialmente nel 2001, tuttavia nel 1993 un'altra squadra ha rappresentato la città di Győr nel massimo livello del campionato nazionale come Győr Patent Cyclamen SE.
Nel 2017, la squadra è arrivata alla finale della Coppa d'Ungheria, venendo battuta dal Ferencváros.

## Palmarès
- Coppa d'Ungheria femminile: 2

2021-2022, 2022-2023

### Piazzamenti
- Campionato ungherese:

2021-2022, 2022-2023
- Coppa d'Ungheria femminile:

Finale: 2016-2017

## Organico

### Rosa 2020-2021
Rosa, ruoli e numeri di maglia come da sito ufficiale, aggiornati all'11 febbraio 2021.
| N. |                       | Ruolo | Calciatrice         |
| -- | --------------------- | ----- | ------------------- |
| 1  | Ungheria (bandiera)   | P     | Veronika Bokros     |
| 2  | Slovacchia (bandiera) | D     | Timea Feketeviziová |
| 3  | Ungheria (bandiera)   | C     | Viktória Kránicz    |
| 4  | Ungheria (bandiera)   | D     | Patrícia Fél        |
| 5  | Ungheria (bandiera)   | D     | Petra Angyal        |
| 6  | Ungheria (bandiera)   | D     | Míra Maráz          |
| 7  | Ungheria (bandiera)   | C     | Dóra Tillinger      |
| 8  | Ungheria (bandiera)   | D     | Nikolett Fleck      |
| 9  | Ungheria (bandiera)   | A     | Rebeka Sali         |
| 10 | Ungheria (bandiera)   | A     | Cintia Horváth      |
| 11 | Ungheria (bandiera)   | C     | Szandra Plóner      |
| 12 | Ungheria (bandiera)   | P     | Dorina Borók        |
| 13 | Ungheria (bandiera)   | D     | Alexandra Fél       |
| 14 | Ungheria (bandiera)   | C     | Viktória Bódai      |

| N. |                       | Ruolo | Calciatrice       |
| -- | --------------------- | ----- | ----------------- |
| 15 | Ungheria (bandiera)   | C     | Dóra Pacsuta      |
| 16 | Ungheria (bandiera)   | A     | Réka Zsédely      |
| 17 | Ungheria (bandiera)   | D     | Rebeka Gaál       |
| 18 | Ungheria (bandiera)   | C     | Boglárka Vida     |
| 19 | Ungheria (bandiera)   | C     | Kármen Romanoczki |
| 20 | Slovacchia (bandiera) | A     | Orsolya Rublíková |
| 21 | Ungheria (bandiera)   | A     | Cintia Öreg       |
| 99 | Ungheria (bandiera)   | P     | Réka Szőcs        |
|    | Ungheria (bandiera)   | D     | Laura Kovács      |
|    | Ungheria (bandiera)   | C     | Fanni Nagy        |
|    | Ungheria (bandiera)   | C     | Adrienn Oláh      |
|    | Ungheria (bandiera)   | C     | Zsófia Rácz       |
|    | Ungheria (bandiera)   | A     | Dóra Süle         |